# Jeff Conaway
Jeffrey Charles William Michael Conaway, dit Jeff Conaway, né le 5 octobre 1950 à New York, et mort le 27 mai 2011 à Encino, est un acteur américain.
Il est surtout connu pour ses rôles dans les films Grease et les séries américaines Taxi et Babylon 5.
Il a également joué dans un épisode de la série Arabesque, cet épisode s'intitule: "Qui se ressemble s'assemble".

## Biographie

### Formation
Jeff a été élevé à l'université de New York et était un membre de la scientologie. 

### Mort
Il est mort d'une overdose mais Jeff Conaway souffrait aussi d'une pneumonie et d'une septicémie (qui est une grave infection du sang). Jeff était resté dans le coma pendant deux semaines avant de décéder, aux côtés de sa famille.

## Filmographie
- 1971 : Jennifer on My Mind : Hanki
- 1975 : Happy Days (Happy Days, série TV) : Rocko
- 1976 : L'aigle s'est envolé : Frazier
- 1977 : Jamais je ne t'ai promis un jardin de roses : Lactamaeon
- 1977 : Peter et Elliott le dragon : Willie
- 1978 : Grease : Kenickie
- 1980 : For The Love of It : Russ
- 1984 : Covergirl : T.C. Sloane
- 1986 : The Patriot : Mitchell
- 1988 : Les Douze Salopards : Mission fatale (The Dirty Dozen: The Fatal Mission) (TV) : le sergent Holt
- 1988 : Elvira, maîtresse des ténèbres : Travis
- 1989 : Ghost Writer : Tom Farrell
- 1989 : Tale of Two Sisters : conducteur de taxi
- 1989 : The Banker : cowboy
- 1990 : The Sleeping Car : Bud Sorenson
- 1991 : A Time to Die : Frank
- 1991 : Total Exposure : Peter Keynes
- 1992 : Almost Pregnant : Charlie Alderson
- 1992 : Bikini Summer II : Stu Stocker
- 1992 : Eye of the Storm : Tom Edwards
- 1992 : Mirror Images : Jeffrey Blair
- 1993 : Alien Intruder : Borman
- 1993 : In a Moment of Passion : Werner Soehnen
- 1993 : It's Showtime
- 1993 : L.A. Goddess : Sean
- 1993 : Sunset Strip : Tony
- 1994 : 2002: The Rape of Eden : révérend
- 1997 : The Last Embrace : Jagger
- 1998 : Shadow of Doubt : Bixby
- 1999 : Jawbreaker : père de Marcie
- 1999 : Man on the Moon : lui-même
- 2001 : Dating Service
- 2001 : Do You Wanna Know a Secret? : agent Owen Sacker
- 2002 : Curse of the Forty-Niner : révérend Sutter
- 2002 : The Biz : Gavin Elliot
- 2003 : Dickie Roberts, ex enfant star : lui-même[1]
- 2004 : Pan Dulce : Gabriel Levine
- 2004 : The Corner Office : Dick
- 2004 : Y.M.I. : père de Digger
- 2005 : From Behind the Sunflower : Leo
- 2006 : Living the Dream : Dick
- 2006 : The Pool 2 : agent Frank Gun
- 2006 : The Utah Murder Project : Sheriff Dan Patterson
- 2008 : Wrestling : Franklin Conner
- 2010 : Dante's Inferno - Abandon All Hope : Circles Introduction[2]
- 2010 : Dark Games : Tom Doyle
- 2011 : Dante's Inferno Animated : Circles Introduction
- 2011 : Dante's Inferno Documented : Circles Introduction[3]

## Voix françaises
- Daniel Beretta (*1946 - 2024) dans : Sale temps pour mourir